# Lateraler alveolarer Klick
Ein lateraler alveolarer Klick, deutsch umgangssprachlich Reiterschnalzer oder Kutscherschnalzer, ist ein Klicklaut (Schnalzlaut), bei dem die Zungenseiten (daher lateral) an den Zahndamm (siehe Alveolarknochen) gebracht und dann schnell davon weggezogen werden (daher ein alveolarer Laut). Wie alle Klicks zählt er zu den Konsonanten.
Lautliche (phonetische) und orthographische Realisierung des lateralen alveolaren Schnalzlaut in verschiedenen Sprachen:
- In den Sprachen isiXhosa und isiZulu wird der stimmlose laterale alveolare Klick durch den Buchstaben »x«, der frikative Klick durch »gx«, der aspirierte Klick durch »xh« und der nasalierte Klick durch »nx« wiedergegeben.

Phonetische Notation:
- im Internationalen Phonetischen Alphabet (IPA) wird der alveolare laterale Klick mit dem Zeichen Vertikaler Doppelstrich, engl. double pipe, notiert, und hat die IPA-Nummer 180. Das kann am Computer mit zwei Pipe-Zeichen »|« geschrieben werden, unter Unicode hat er eine Glyphe »ǁ« LATIN LETTER LATERAL CLICK, mit dem Codepoint U+01C1 im Unicodeblock Lateinisch, erweitert-B
- X-SAMPA notiert »|\|\« (tauglich für 7-Bit-ASCII-Code, unter SAMPA gibt es kein Schriftzeichen)
- Kirshenbaum notiert »l!«

Außersprachlich wird dieser Schnalzer in Europa von Kutschern und Reitern verwendet und dient dazu, das Pferd aufmerksam zu machen – die meisten Tiere sprechen in dieser Weise auf die verschiedenen Schnalzlaute an.